# Tag rugby
Il Tag Rugby, definito talvolta anche Flag Rugby, è uno sport totalmente privo di contatto che viene giocato indossando all'altezza della vita una cintura di velcro alla quale sono legate due nastri al disopra delle anche. Il modo di giocare è simile al touch rugby, ma il "tocco" viene in questo caso sostituito dal tentativo della difesa avversaria di strappare uno dei nastri al portatore di palla avanzante. Questa azione sostituisce il placcaggio del rugby classico e impone al giocatore che ha subito il "tagging" di passare velocemente il pallone a un altro compagno. Dopo sei tentativi di avanzamento andati a vuoto sarà la squadra avversaria a passare alla fase di attacco. L'unico modo di realizzare punti consiste nel conseguire una meta (vale un punto). Il pallone non può essere calciato tranne che nell'avvio del gioco. Il numero di giocatori per squadra normalmente è variabile, ma nelle competizioni ufficiali le squadre sono formate da 7 giocatori.
Questo sport è diventato particolarmente importante in Irlanda, dove è gestito in maniera congiunta sia dalla Irish Rugby Football Union che dalla Irish Tag Rugby Association. Le squadre sono sponsorizzate da molte compagnie che promuovono questo sport a livello ricreativo, considerato anche il fatto che non è implicato alcun contatto fisico (e quindi tutti i rischi che ne derivano) e che è possibile formare squadre promiscue composte da giocatori di diversa età e sia maschi che femmine. In Irlanda esistono quattro campionati maggiori di Tag Rugby: maschile, femminile, misto (con un minimo prestabilito di donne per squadra) e veterani (over 35). Solitamente per ogni campionato esistono quattro categorie, in base al livello di esperienza ed agonismo. Nel tag rugby irlandese a squadre miste, in particolare, si tende a richiedere la partecipazione di almeno tre donne per squadra; inoltre vale la regola per cui la meta della donna vale triplo (tre punti anziché uno), per incoraggiare un'equità di gioco tra i due sessi.
Il mini tag è il tag rugby adattato ai bambini. È l'unica forma di rugby consentita dalla Rugby Football Union per i minori di otto anni.

## Storia
Lo sport nacque in Gran Bretagna nel 1991, per poi diffondersi in altri paesi del Commonwealth e negli Stati Uniti d'America. In Italia era già presente un gioco molto simile, diffuso soprattutto in ambito scout, chiamato pallascout, di cui si hanno notizie almeno dal 1974.

## Tag Rugby World Rugby
World Rugby, l'ente che governa a livello mondiale il Rugby Union, ha pubblicato il primo regolamento ufficiale della disciplina del tag rugby che dovrà essere preso come riferimento da tutte le federazioni che ne fanno parte.

## OzTag
L'OzTag è una forma di Tag Rugby diffusasi in tutta l'Australia e in particolare nell'area di Sydney, Brisbane e Canberra. È diffuso anche in Nuova Zelanda e Irlanda. Essenzialmente si tratta di una forma di rugby league senza alcun contatto fisico. Anche in questo caso il placcaggio è sostituito dalla rimozione di uno dei due nastri posti nella cintura di velcro indossata dai giocatori. Il pallone può essere anche calciato e l'unico modo di realizzare punti è quello di segnare una meta (vale un punto).
Questo gioco fu inventato da Perry Haddock, ex mediano di mischia della squadra australiana di rugby league dei St George Dragons.

## Wheelchair Power Tag Rugby
Il Wheelchair Power Tag Rugby è una forma di rugby giocato al chiuso da due squadre formate da tre giocatori su sedia a rotelle. Non è implicato alcun contatto fisico e il pallone è di dimensioni medie.